# Національний заслужений академічний ансамбль танцю України імені Павла Вірського
Націона́льний заслу́жений академі́чний анса́мбль та́нцю Украї́ни і́мені Павла́ Ві́рського — національний професійний танцювальний колектив України, що базується в Києві.
Основу репертуару ансамблю становлять старовинні й сучасні танці різних регіонів України. Показовою рисою ансамблю є широке відображення сучасної тематики і творче використання спадщини народного танцю.

## Історія
Основною метою діяльності Національного заслуженого академічного ансамблю танцю України ім. П.Вірського є збирання, вивчення та збереження національних традицій, звичаїв та обрядів українського народу, створення на цій основі народних танців та нових хореографічних мініатюр і великих полотен із минулого та сучасного життя українців. Початкові джерела створення ансамблю відносяться до червня 1937 року. Відомі балетмейстери Павло Вірський та Микола Болотов вперше в Україні об ' єднали навколо себе хореографічний колектив народного танцю, який у 1940 році був реорганізований в ансамбль пісні і танцю України. У жовтні 1951 року, після Декади українського мистецтва і літератури у Москві, він був знову реорганізований у Державний ансамбль танцю України. 
Організатором і беззмінним керівником ансамблю з 1955 по 1975 роки був народний артист СРСР, Лауреат Державної премії СРСР, Лауреат Державної премії України ім. Т.Шевченка — Павло Вірський. Спираючись на народні національні традиції П.Вірський створив більше п ' яти концертних програм, до яких увійшли яскраві хореографічні композиції «Ми з України», «Ляльки», «Моряки», «Гопак», «Сестри», «Чумацькі радощі», «Ой, під вишнею», «Повзунець», «Подоляночка», «Про що верба плаче», «Запорожці», «Ми пам'ятаємо!» та інші. До 1980 року головним балетмейстром був учень Вірського - нар. арт. УРСР Олександр Сегаль. З 1980 року ансамбль очолив народний артист України, Лауреат Національної премії ім. Т.Шевченка — Мирослав Вантух.
Основне в його праці — направлений творчий пошук. Завдяки створеній в колективі атмосфері, художній керівник домігся від артистів високої виконавської майстерності, яскравої образності, творчого і вимогливого ставлення до своєї праці. М. М. Вантухом в цей час створені нові хореографічні твори, що увійшли до золотої скарбниці української народної хореографії. Серед них — «Український танець з бубнами», «В мирі та злагоді», «Україно, моя Україно», український ліричний «Літа молодії», «Карпати», «Волинська полька», «Гуцулка» та інші, що поновили репертуар ансамблю і мають великий успіх у глядачів як в Україні так і далеко за її межами. 
Під керівництвом М. М. Вантуха із творчого доробку П.Вірського поновлено більше 10 номерів програми. У становленні ансамблю танцю України, художньому оформленні його програм брали участь відомі художники: А.Петрицький, Ф.Нірод, Т.Яблонська, Г.Нестеровська, Л.Писаренко, М.Цирикус, Л.Віг, А.Домашнєва та Л.Хіміч. Тому на концертах колективу глядач насолоджується не тільки прекрасним виконанням, а і чудовими костюмами, які, безумовно, є невід ' ємною складовою спектаклю. Обробку народної музики і нову музику до танців створили і створюють багато композиторів України. Зокрема — народний артист України Г.Завгородній, Ю.Левицький, А.Хелемський, Я.Лапінський, Б.Яровинський та інші. Усі танцювальні номери ідуть у супроводі симфонічного оркестру, яким довгі роки керував сподвижник П.Вірського, композитор, народний артист України Ігор Іващенко. Із 1994 року оркестром керував заслужений діяч мистецтв України Віталій Редько, а з 2001 року оркестр очолив обдарований музикант, талановитий композитор, заслужений артист України Олександр Чеберко.
У 1959 році ансамбль був нагороджений Почесною грамотою Всесвітньої Ради Миру. У цьому ж році за заслуги у розвитку українського хореографічного мистецтва колективу було присвоєно почесне звання «заслужений», а у 1971 році за високу виконавську майстерність — «академічний». У 1987 році колектив нагороджений орденом Дружби народів. Колектив побував більше ніж у 60 країнах світу, зокрема: у В'єтнамі, Кореї, Китаї, Кубі, Австрії, Англії, Канаді, США, Бельгії, Франції, Іспанії, Італії, Греції, Бразилії, Аргентині, Венесуелі, Португалії, Швейцарії, Данії, Андоррі, Японії та інших, де завжди з честю демонстрував досягнення національної культури, вносив посильний внесок у розвиток світової культури. 
Згідно контракту від 15 лютого 2001 року, підписаного американською компанією з організації концертів «Колумбія Артітст Менеджмент Інкорпорейтид» та Національним заслуженим академічним ансамблем танцю України ім. П.Вірського колектив провів гастролі в США та Канаді у період з 13 вересня по 6 грудня 2004 року у кількості 84 особи. За 84 дні перебування на гастролях ансамбль успішно виступив з 72 концертами у 58 містах США та Канади. Іскрометному українському хореографічному мистецтву стоячи, збиваючи долоні до почервоніння, під вигуки від захоплення аплодувало біля 100 тисяч вдячних американських та канадських глядачів. Сьогодні Національний заслужений академічний ансамбль танцю України ім. П.Вірського у розквіті творчих сил і під керівництвом Героя України, народного артиста України, народного артиста Росії, Лауреата Національної премії України ім. Т.Шевченка, професора, академіка Мирослава Вантуха активно працює над удосконаленням свого професійного рівня, поповнює репертуар новими творами, веде активне творче життя, пропагуючи українське хореографічне мистецтво як в Україні так і за кордоном.

## Колектив
Близько 1000 танцюристів пройшли через колектив за майже 80 років його існування. В ансамблі станом на 2015 рік працює 5 народних і 35 заслужених артистів України.
З 1980 року ансамбль очолив Мирослав Вантух, народний артист України, лауреат Державної премії УРСР імені Тараса Шевченка, з 2004 року  — Герой України. Під його керівництвом створено нові мистецькі номери й композиції, що увійшли до золотої скарбниці української народної хореографії.
Обробку народної музики і нову музику до танців створили багато українських композиторів, зокрема Г. Завгородній, Ю. Левицький, А. Хелемський, Я. Лапінський, Б. Яровинський та інші. Усі танцювальні номери виконуються в супроводі симфонічного оркестру, яким тривалий час керував сподвижник П. Вірського, композитор, народний артист України І. Іващенко. Із 1994 року оркестром керував заслужений діяч мистецтв України Віталій Редько, а з 2001 року оркестр очолив музикант і композитор, заслужений артист України Олександр Чеберко.

## Відгуки
У радянській пресі 11 серпня 1983 року повідомлялося, що в Бразилії виступає Державний заслужений академічний ансамбль танцю Української РСР імені П. Вірського. Бразильська газета «Жорнал ду Бразіл» назвала гастролі цього колективу головною подією в культурному житті Бразилії цього року.

## Галерея

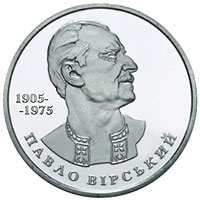
Монета на честь Павла Вірського
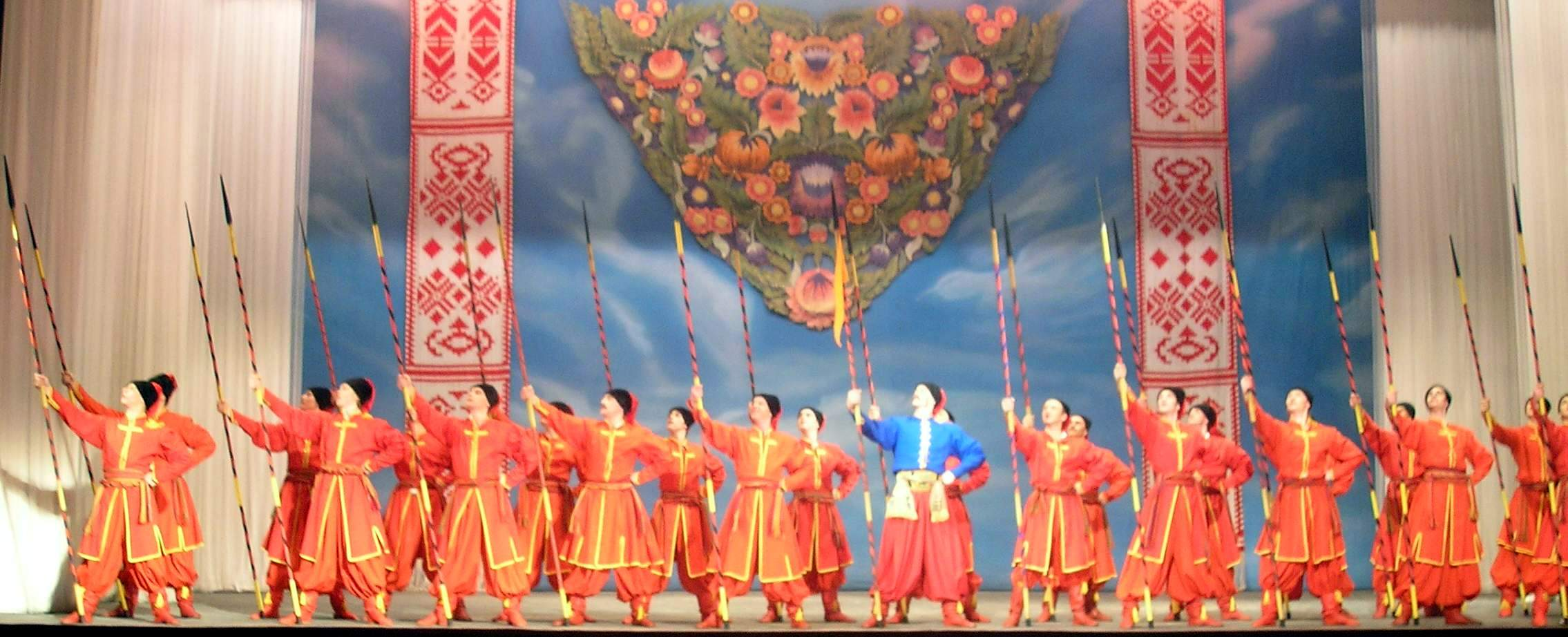
Козацький гопак
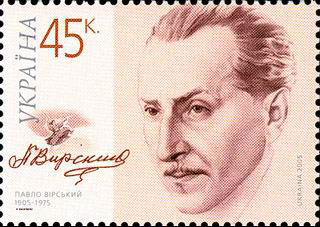
Поштова марка на честь Павла Вірського

#### Відео
- Відеоматеріал YuoTub про ансамбль